# Sulky (canción de Gustavo Cerati)
Sulky es una canción escrita por Gustavo Cerati, incluida en su tercer álbum de estudio Siempre es Hoy, lanzado en 2002. Cerati tocó la canción en vivo, sólo en dos conciertos de la gira de promoción del álbum.
Fue sampleada por el cantante Trueno en álbum Bien o Mal.

## Historia
En palabras de Gustavo Cerati, habló de cómo se grabó la canción:

«"En el caso de Sulky, tenía una base rítmica con un sampler de un vinilo de los años '60 de Domingo Cura y me dije: ¿Por qué no llamarlo y reemplazar el sampler por el original?. Yo quería que grabara en vivo, pero me sorprendió queriendo grabar sobre su propio sample. Fue una experiencia buenísima ver la juventud de la música a través de una persona que, desde los años, no es joven. Y ahí me bajó la ficha: mi juventud depende de eso, de ese espíritu. La energía que desplegó en el estudio me hizo reescribir la letra: "Ser como piedras perfectas, imaginarnos de viejos." Y me dejó la sensación de que la música no tiene edad"»
 explicó el cantautor.

## Apariciones
La canción apareció en los siguientes álbumes:
- Siempre es hoy (2002)
- Reversiones: Siempre es hoy (2003)
- Canciones elegidas 93-04 (Versión para España) (2004)